# Рыльце

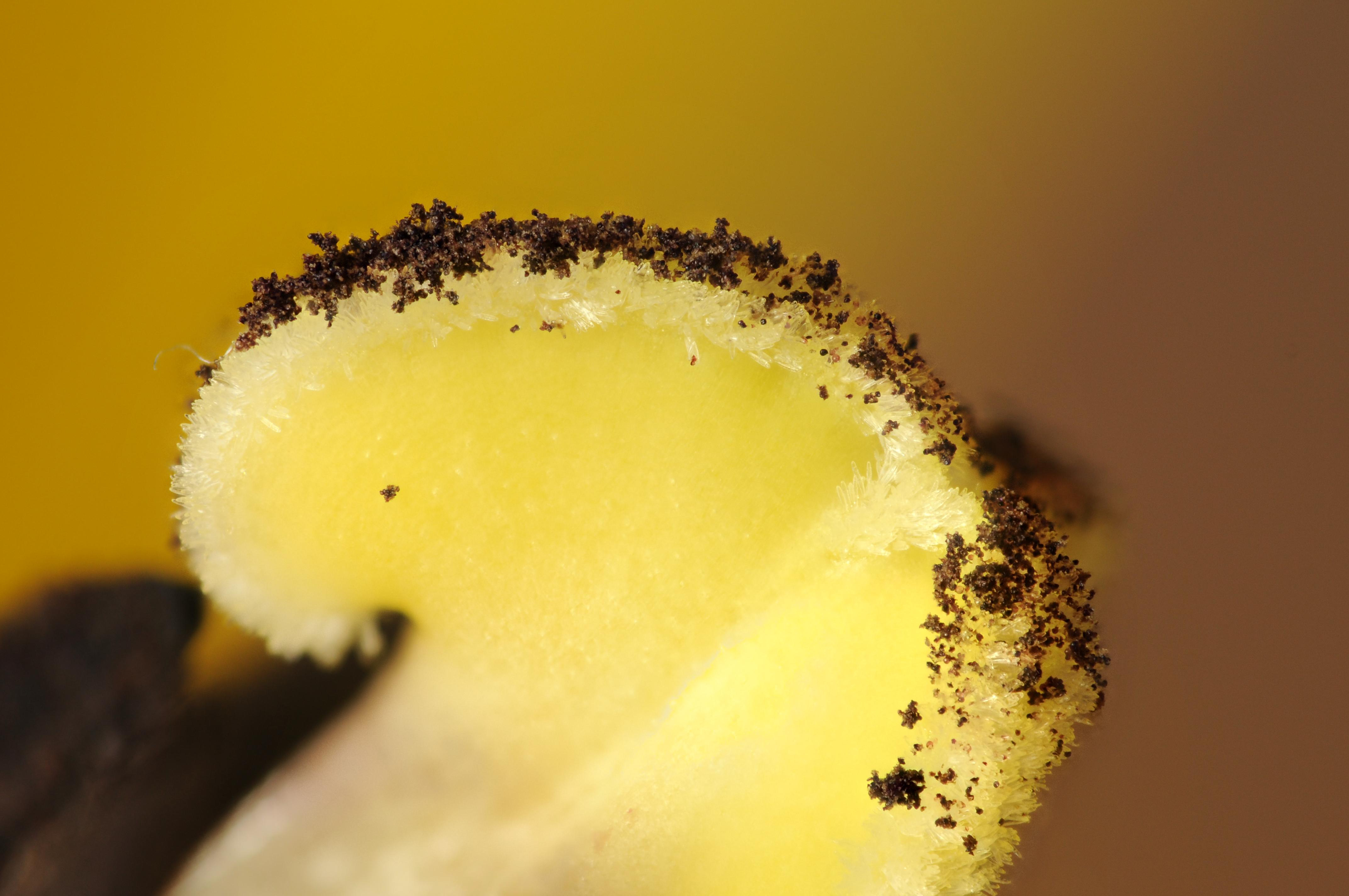
Рыльце тюльпана (Tulipa sp.) крупным планом, покрытое пыльцевыми зёрнами

Рыльце (лат. stigma) — верхняя часть пестика, предназначенная для улавливания и прорастания пыльцы при опылении.
По форме может быть рыльца перистым, головчатым, лопастным, нитевидным, звездчатым.
У наиболее примитивных цветковых рыльце состоит из двух частей (так называемых рыльцевых гребней) и развивается вдоль шва плодолистика (на верхушках либо краях плодолистиков, образующих завязь); такие рыльца называются сидячими. У большинства цветковых растений рыльце развивается на верхушке стилодия либо столбика (представляющего собой сросшиеся стилодии), при этом обычно имеет головчатую форму и в большей или меньшей степени разделено на две лопасти, соответствующие рыльцевым гребням у примитивных цветковых.

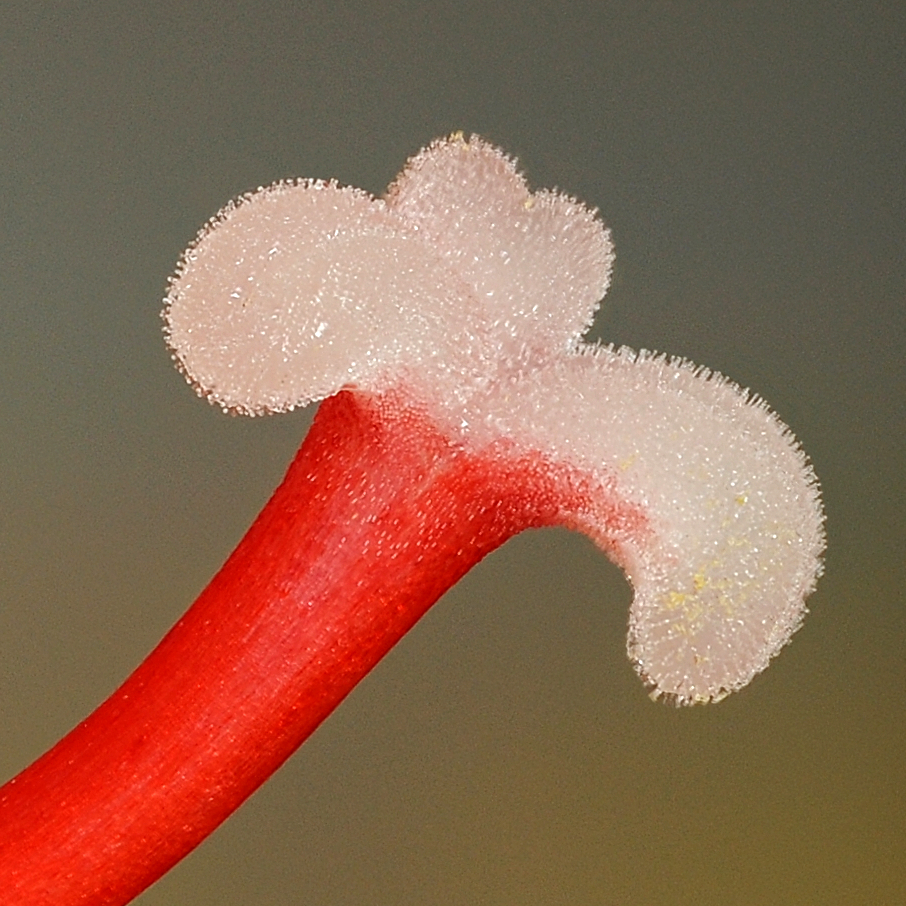
Рыльце амариллиса (Amaryllis sp.) крупным планом

Поверхность рыльца покрыта пелликулой — тонким белковым слоем. Белки пелликулы взаимодействуют с белками наружной оболочки пыльцевого зерна, в одних случаях способствуя прорастанию пыльцевой трубки, в других, наоборот, препятствуя ему.
В связи с тем, что семязачатки у цветковых растений расположены в полости завязи (в отличие от голосеменных, у которых семязачатки расположены на поверхности семенных чешуек в женских шишках), пыльца не может попасть непосредственно на микропиле семязачатка: сначала она попадает на рыльце. Таким образом, наличие рыльца у цветковых растений является одной из наиболее характерных особенностей этой группы растений и одним из главных отличий цветков от стробилов. Французский ботаник Филипп ван Тигем (1839—1914), считая наличие рыльца ключевой особенностью цветковых, предлагал в 1901 году назвать эту группу растений Stigmata (с лат. — «Рыльцевые»).